# جيوديكاتي

جيوديكاتي سردينيا

جيوديكاتي (بالإيطالية: giudicati)‏ ومفرها جيوديكاتو (بالإيطالية: giudicato)‏ هي الممالك الأصلية في جزيرة سردينيا من حوالي 900 حتى 1410 عندما سقطت تحت سلطة أراغون. سمي حاكم الجيوديكاتو جيوديتشي (بالإيطالية: giudice)‏ وهي من اللاتينية وتعني القاضي. 